# Нокс Тауншип (округ Джефферсон, Пенсільванія)
Нокс Тауншип (англ. Knox Township) — селище (англ. township) в США, в окрузі Джефферсон штату Пенсільванія. Населення — 1011 особа (2020).

## Демографія
Згідно з переписом 2010 року, у селищі мешкали 1042 особи в 437 домогосподарствах у складі 323 родин. Було 520 помешкань
Расовий склад населення:
| - 98,7 % — білих - 0,3 % — азіатів - 0,2 % — корінних американців - 0,2 % — чорних або афроамериканців |

До двох чи більше рас належало 0,7 %. Частка іспаномовних становила 0,4 % від усіх жителів.
За віковим діапазоном населення розподілялося таким чином: 20,8 % — особи молодші 18 років, 61,5 % — особи у віці 18—64 років, 17,7 % — особи у віці 65 років та старші. Медіана віку мешканця становила 45,1 року. На 100 осіб жіночої статі у селищі припадало 105,9 чоловіків;  на 100 жінок у віці від 18 років та старших — 105,7 чоловіків також старших 18 років.
Середній дохід на одне домашнє господарство  становив 49 065 доларів США (медіана — 39 750), а середній дохід на одну сім'ю — 58 526 доларів (медіана — 47 891). Медіана доходів становила 40 000 доларів для чоловіків та 31 938 доларів для жінок. За межею бідності перебувало 17,3 % осіб, у тому числі 20,5 % дітей у віці до 18 років та 18,4 % осіб у віці 65 років та старших.
Цивільне працевлаштоване населення становило 366 осіб. Основні галузі зайнятості: виробництво — 23,0 %, освіта, охорона здоров'я та соціальна допомога — 19,7 %, сільське господарство, лісництво, риболовля — 10,7 %, роздрібна торгівля — 10,4 %.